# National Civil Rights Museum

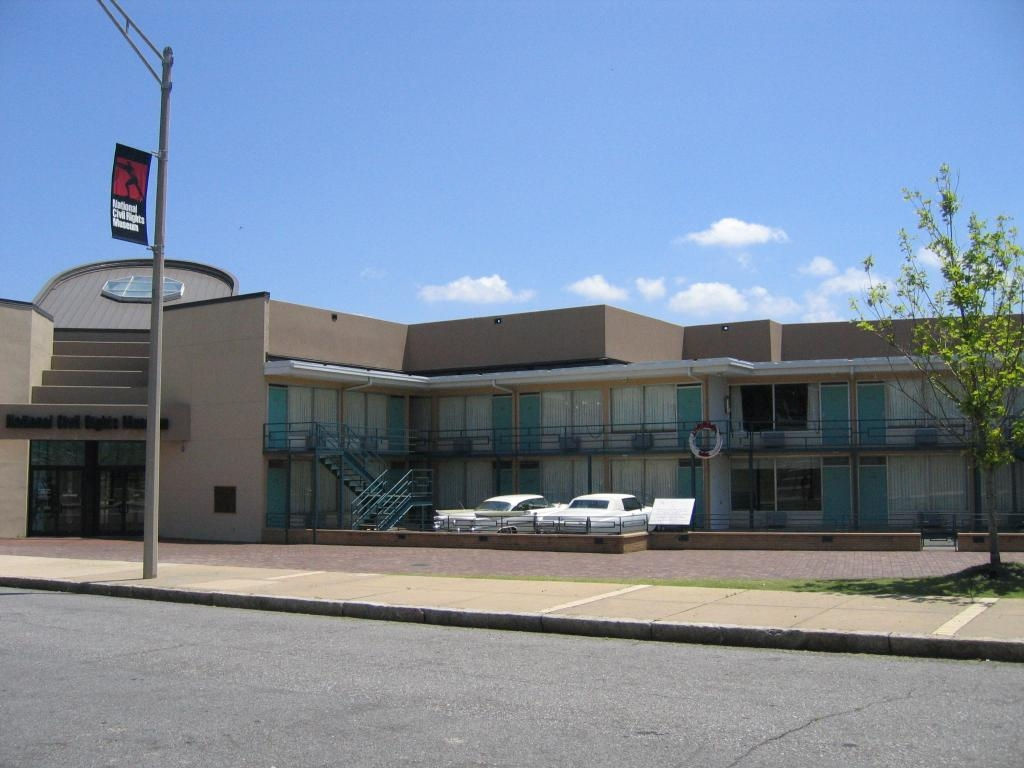
National Civil Rights Museum

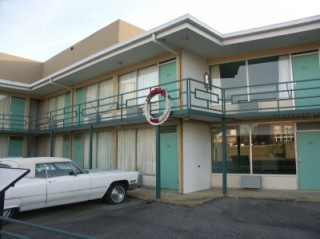
Lorraine Motel

Het National Civil Rights Museum is het Amerikaanse nationale burgerrechtenmuseum. Het museum is gevestigd in het voormalige Lorraine Motel in Memphis in de Verenigde Staten, waar in april 1968 de Amerikaanse burgerrechtenactivist Martin Luther King werd vermoord.
Na de moord op King bleef het motel geopend tot in 1982. Een stichting die zich beijverde voor zijn nagedachtenis, de Martin Luther King Jr. Memorial Foundation kocht het gebouw in december van dat jaar op een veiling. In 1987 begon de verbouwing tot het museum en in september 1991 werd het geopend voor publiek.
De permanente expositie in het museum beschrijft de strijd voor burgerrechten van de Afro-Amerikanen vanaf de aankomst van de eerste zwarte slaven in de Britse koloniën in 1619 tot aan de moord op King in 1968.
In 2001 vond een uitbreiding plaats. Sindsdien maakt ook het nabijgelegen pand, vanwaar Kings moordenaar James Earl Ray de dodelijke schoten loste, deel uit van het museum. In dat deel wordt de aanslag zelf belicht.